# 让·埃尔韦
让·埃尔韦（法語：Jean Hervé，？—？），法国男子橄榄球运动员。他曾代表法国参加1900年夏季奥林匹克运动会橄榄球比赛，获得一枚金牌。